# Leon Jessel
Leon Jessel fue un compositor alemán de operetas.

## Biografía
Nació el  22 de enero de 1871 en una familia judía en la ciudad Stettin en Pomerania, hasta 1945 Alemania, hoy Szczecin en Polonia. Se convirtió al cristianismo a los 23 años de edad. Sin embargo, por haber nacido judío fue perseguido y murió en Berlín el 4 de enero de 1942 a la edad de 70 años después de ser torturado por la Gestapo. Su tumba está en el Cementerio Wilmersdorf de Berlín.

## Obra
Su opereta más conocida es Schwarzwaldmädel.